# Ece Temelkuran
Ece Temelkuran (Smirne, 22 luglio 1973) è una giornalista, scrittrice e attivista turca.

## Biografia
È stata editorialista per Milliyet (2000-2009) e Habertürk (2009 – 2012).  È stata licenziata da Habertürk dopo aver scritto articoli critici nei confronti del governo, in particolare sul massacro di curdi al confine tra Turchia e Iraq del dicembre 2011. È stata nominata "editorialista politico più letto" della Turchia ed è stata classificata due volte tra le dieci persone più influenti dei social media.  I suoi articoli sono apparsi su media internazionali come The New York Times, The Guardian, Der Spiegel, Frankfurter Allgemeine, Le Monde Diplomatique e Internazionale.  È uno dei membri del Consiglio di Internazionale Progressista, un'organizzazione politica globale che unisce attivisti, leader politici e organizzazioni progressiste di sinistra tra cui spiccano i nomi di Noam Chomsky, Naomi Klein e Yanis Varoufakis.
Laureata alla Facoltà di Giurisprudenza dell'Università di Ankara, ha pubblicato dodici libri tra saggi e romanzi. ll suo romanzo Women Who Blow On Knots (uscito in Italia con il titolo Soffiano sui nodi, Spider&Fish, 2019), tradotto in più di 15 lingue, ha ricevuto l'Edinburgh Book Festival First Book Award e il PEN International Translate Award. È stata insignita del Premio per la libertà di pensiero Ayşe Zarakolu dell'Associazione per i diritti umani della Turchia, dell'Ambassador of New Europe Award, del Premio PEN per la pace e nel 2019 ha ricevuto la cittadinanza onoraria della città di Palermo. È stata ospite al Salone internazionale del libro di Torino, al Festivaletteratura di Mantova e al Festival internazionale del giornalismo di Perugia. Nel 2017 è stata invitata come panelist al Women in The World Summit insieme a Hillary Clinton e nel 2021 ha tenuto una lectio magistralis durante la Milano Digital Week.
Nel 2018, è stato pubblicato il suo saggio Turkey: The Insane and The Melancholy (Turchia folle e malinconica, Spider&Fish, 2018) e nel 2019, How to Lose a Country: The 7 Steps from Democracy to Dictatorship (Come sfasciare un paese in sette mosse. La via che porta dal populismo alla dittatura, Bollati Boringhieri, 2019).

## Opere
Opere in inglese:
- Book of the Edge, trad. di Deniz Perin, Rochester, NY, BOA Editions, 2010. ISBN 9781934414361
- Turkey: The Insane and The Melancholy, trad. di Zeynep Beler, Londra, Zed Books, 2015. ISBN 9781783608904
- Women Who Blow on Knots, trad. di Alexander Dawe, Cardigan, Parthian Books, 2017. ISBN 9781910901694
- Time of Mute Swans, Skyhorse Publishing Company, 2017.ISBN 9781628728149
- How to Lose a Country: the 7 steps from democracy to dictatorship, Fourth Estate Ltd., 2019. ISBN 9780008340612

Opere pubblicate in Italia:
- Turchia folle e malinconica, Spider&Fish, Firenze, 2018. ISBN 978-88-98844-03-6
- Soffiano sui nodi, Spider&Fish, Firenze, 2019. ISBN 978-88-98844-11-1
- Come sfasciare un paese in sette mosse. La via che porta dal populismo alla dittatura, Bollati Boringhieri, Milano, 2019. ISBN 978-88-33931-96-8
- La fiducia e la dignità: dieci scelte urgenti per un presente migliore , Bollati & Boringhieri, 2021. ISBN 9788833935645